# 다마강

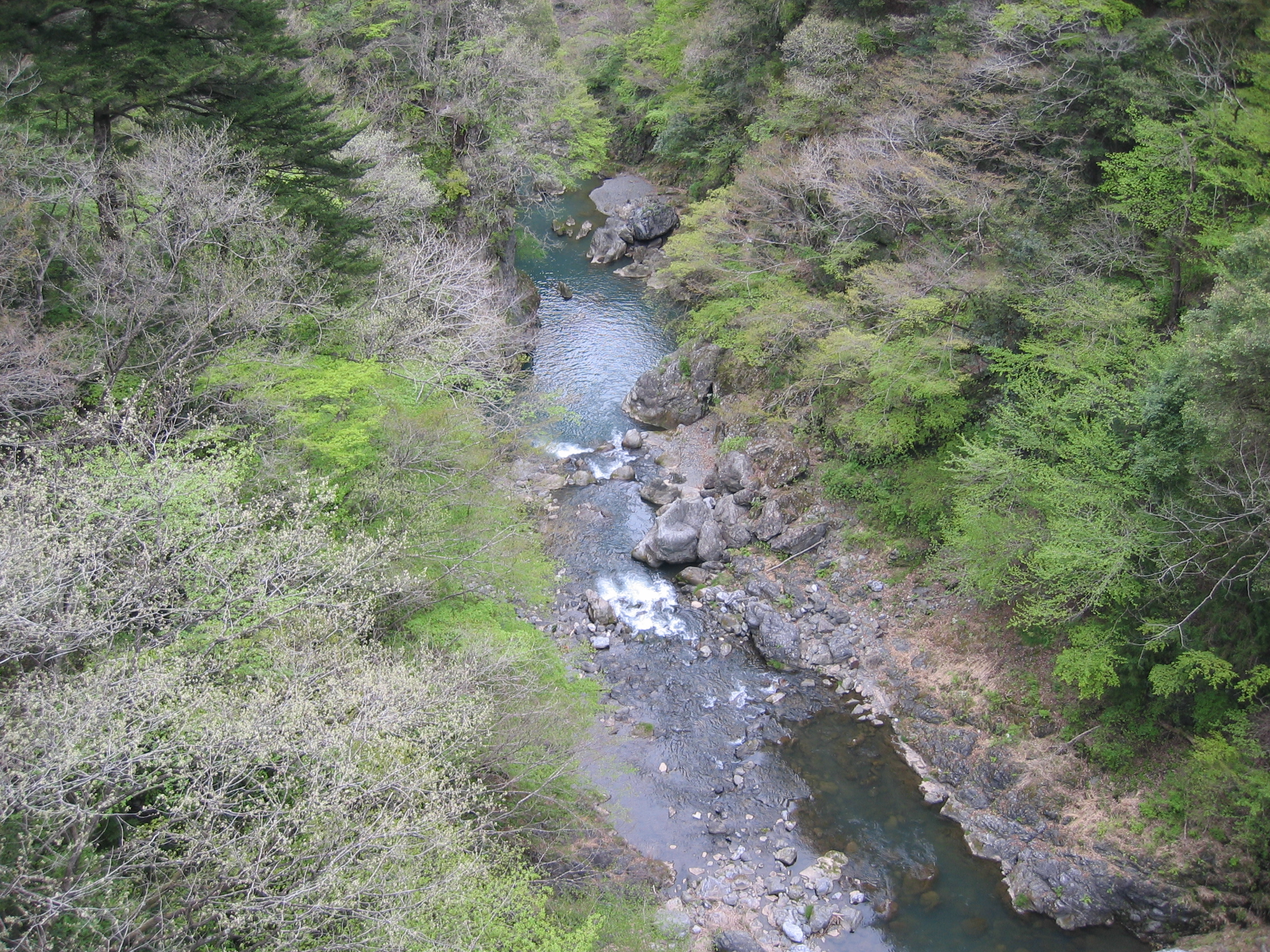

다마강(일본어: 多摩川)은 야마나시현, 가나가와현, 도쿄도를 흐르는 일본의 강이다. 가나가와현과 도쿄도의 경계를 이룬다. 길이는 138 km, 유역 면적은 1.240 km2이다.

## 지리
야마나시현과 사이타마현의 경계에 있는 가사토리산(높이 1,953 m)에서 발원한다.

## 사건
- 가와사키시 중1 남학생 피살 사건 - 섬소년이 살해된 채 피살당한 소년 범죄 사건(2015년 2월 20일)